# Alexandr Silayev
Alexandr Pavlovich Silayev –en ruso, Александр Павлович Силаев– (Moscú, URSS, 2 de abril de 1928-Moscú, Rusia, 31 de diciembre de 2005) fue un deportista soviético que compitió en piragüismo en la modalidad de aguas tranquilas. 
Participó en los Juegos Olímpicos de Roma 1960, obteniendo una medalla de plata en la prueba de C1 1000 m Ganó una medalla de oro en el Campeonato Mundial de Piragüismo de 1958 en la prueba de C2 10 000 m.

## Palmarés internacional
| Juegos Olímpicos   | Juegos Olímpicos       | Juegos Olímpicos | Juegos Olímpicos |
| Año                | Lugar                  | Medalla          | Evento           |
| ------------------ | ---------------------- | ---------------- | ---------------- |
| 1960               | Roma (Italia)          | Medalla de plata | C1 1000 m        |
| Campeonato Mundial |                        |                  |                  |
| Año                | Lugar                  | Medalla          | Evento           |
| 1958               | Praga (Checoslovaquia) | Medalla de oro   | C2 10 000 m      |